# Lentille d'eau
Pour les articles homonymes, voir Lentille.
Taxons concernés
Parmi la famille des Araceae :
- Genres :
  - Lemna
  - Spirodela
  - Wolffiamodifier

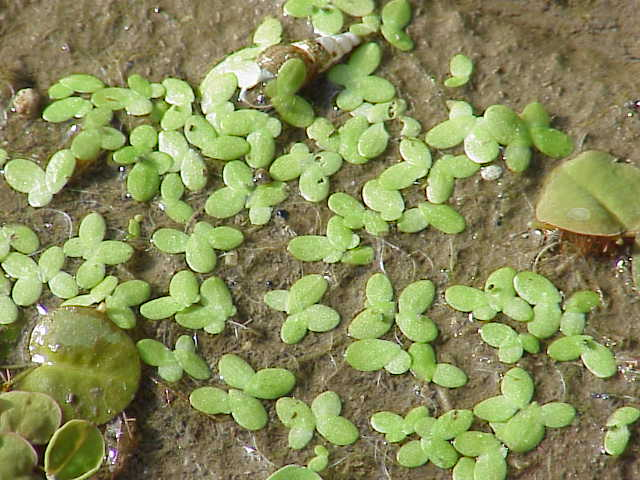
Lemna minor

Lentille d'eau ou lentille-d'eau est un nom vernaculaire ambigu désignant en français certaines plantes aquatiques flottantes. On les appelle aussi lenticules. Ce sont des plantes angiospermes qui appartiennent à la famille des Lemnaceae (intégrée à celle des Araceae selon la classification phylogénétique) et notamment à trois genres : Lemna, Spirodela et Wolffia (à fort potentiel agronomique et alimentaire car très riche en protéines contenant tous les acides aminés, et à croissance exponentielle, avec un doublement de sa population en 24h dans de bonnes conditions, traditionnellement consommée en Asie du Sud-Est). Elles ont un potentiel important pour l'alimentation humaine, l'aquaculture animale, l'alimentation animale, ainsi que pour les nutraceutiques, les cosmétiques et les industries connexes, mais elle peut bioconcentrer et bioaccumuler les métaux et métalloïdes toxiques, et sa phase de pré-séchage est couteuse en énergie, car rendue difficile par l'imperméabilité des membranes externes et interne des lentilles d'eau. Lorsqu'elles prolifèrent à l'excès, elles peuvent être un signe d'eutrophisation.
Chaque lentille d'eau fabrique une nouvelle feuille qui grossit, puis se détache et forme une nouvelle plante. Cette multiplication végétative ne fait donc intervenir ni graines ni spores.

## Exemples d'espèces appelées «lentille d'eau»
- Lentille d'eau bossue - Lemna gibba
- Lentille d'eau sans racines - Wolffia arrhiza
- Lentille d'eau à nombreuses racines - Spirodela polyrhiza
- Lentille à trois lobes - Lemna trisulca
- Petite lentille d'eau - Lemna minor
- Lenticule à turion - Lemna turionifera

## Distribution
Des lentilles d'eau sont présentes dans tous les continents.

## Utilisation
Il est arrivé qu'on les donne en complément alimentaire aux cochons, qui, en été, dans le nord de la France, en Belgique ou aux Pays-Bas descendaient parfois eux-mêmes dans les watringues manger les lentilles à la surface de l'eau, ainsi que les escargots et animaux qui peuvent y être fixés.
Il est aussi une partie importante de la diète de plusieurs espèces de canards (et autres oiseaux d'eau), d'où son nom anglais duckweed « mauvaise herbe du canard ».

### Plante comestible, source de protéines
L'idée de consommer à nouveau ou plus largement des lentilles d'eau renait avec des articles scientifiques ,, dans les années 1980. 
Ces études montrent ou confirment que cette minuscule plante contient jusqu'à 45 % de protéines de très bonne qualité (en poids sec) ; et dans de bonnes conditions, elle se multiplie de manière exponentielle (doublement en moins de 48 heures dans les meilleures conditions). Un hectare de lentilles d'eau peut produire de 10 à 18 t/an de protéines par an, surpassant de loin le soja. La lentille Wolffia globosa, traditionnellement consommée en Asie du Sud-Est, contient notamment une grande quantité de RubisCO, une enzyme qui est aussi une protéine très appréciée de l'industrie agroalimentaire pour sa valeur nutritionnelle et ses propriétés moussantes permettant de produire l'équivalent d'un blanc d'œuf battu en neige, avoir une valeur nutritive élevée et avoir des propriétés fonctionnelles intéressantes. Elle est aussi riche en divers éléments bioactifs, vitamines et antioxydants, et pourrait aussi être « une source de substitution de haute qualité pour des protéines animales, et une source potentielle de vitamine B12 biodisponible ».
Ces protéines sont cependant difficilement extractibles, faisant que l'industrie agroalimentaire s'est ensuite désintéressée des lentilles d'eau, mais récemment (2024), à l'Université Laval, des chercheurs ont réussi à optimiser la préparation et la purification des protéines des feuilles de lentilles d'eau, et à mieux comprendre la structure et les propriétés moussantes de ces protéines.
En raison des risques pour la santé, cette plante bioaccumulatrice de métaux et métalloïde, ne doit pas être consommée si elle a grandi sur une eau polluée.
La lentille Wolffia globosa est étudiée comme candidate potentielle pour des cultures en microgravité ou hypergravité, pour sa croissance rapide et de sa haute valeur nutritionnelle.